# Vsevolod Vjačeslavovič Ivanov
Vsevolod Vjačeslavovič Ivanov (in russo Все́волод Вячесла́вович Ива́нов?; Lebjaž'e, 12 febbraio 1895, 24 febbraio del calendario giuliano – Mosca, 15 agosto 1963) è stato uno scrittore e giornalista russo.

## Biografia
Dopo una giovinezza trascorsa come combattente per l'Esercito Rosso, venne spronato da Gor'kij a dedicarsi alla letteratura e ad entrare a far parte del gruppo dei Fratelli di Serapione, guidati da Zamjatin.
Diede alle stampe opere come Partigiani (1922), Il treno blindato n. 14-69 (1922), Il ritorno di Buddha (1923), Mistero dei misteri (1927), Incontri con Gorkij (1947).
I suoi primi lavori si caratterizzarono per uno stile realistico naturalistico e per la descrizione della campagna e della guerra civile in Siberia e in Mongolia, raccontate in base all'esperienza personale dell'autore.
Il racconto Il treno blindato n. 14-69 divenne anche un dramma di grande successo del Teatro d'arte di Mosca.
Nel romanzo Il ritorno di Buddha Ivanov si distinse per la profonde descrizioni degli usi e dei costumi mongoli.
Con il racconto Mistero dei misteri Ivanov si avvicinò al realismo psicologico, impregnato di elementi spirituali.
Scrisse a quattro mani con Viktor Šklovskij il romanzo di fantascienza Iprite (1925).
Ivanov si mise in luce anche come giornalista, soprattutto con articoli riguardanti Balzac, France, il teatro e Gor'kij.